# 김병덕
김병덕(金炳德, 1825년-1892년)은 조선 후기의 문신으로 이조판서를 3회 역임하고 우의정과 좌의정을 지냈다. 자 성일(聖一). 호 약산(約山). 시호 문헌(文獻). 본관은 안동(安東). 영의정 김흥근(金興根)의 아들이며 영의정 김홍근(金弘根)의 조카이다.

## 생애
1847년 정시문과에 병과로 급제, 대교(待敎)가 되었다. 안동김씨 세도 아래 홍문관부제학, 이조참의, 성균관대사성, 사헌부대사헌, 이조참판, 한성부판윤, 홍문관제학, 규장각제학, 공조판서, 예조판서, 형조판서, 판의금부사, 우참찬, 좌참찬 등 요직을 두루 지냈다. 그러나 1863년 고종 즉위 후에도 숙청되지 않고 1867년(고종 4)에는 이조판서로 발탁되었으며, 이후 3차례나 이조판서를 지냈다.
1879년 병조판서, 1880년 통리기무아문당상(堂上)으로 있다가 평안도관찰사로 부임하였고, 이후 수원부유수 등의 여러 외직을 지내고 다시 중앙으로 복귀하여 독판군국사무(督辦軍國事務)를 지내고 의정부우의정으로 승진하였다. 1885년 의정부좌의정을 거쳐 관제개편 뒤에는 총리군국사무가 되었으며, 1891년 관직에서 사퇴하였다.
그는 효성이 지극하여 아버지를 극진히 섬겼는데, 공적인 일로 바쁜 날을 제외하고는 매일 세 번 씩 아버지가 있는 친가에 가 문안을 드리고 살폈다. 심지어 재상의 지위에 올라 있을 때는 부모의 이부자리를 친히 펴고 개는 것은 물론, 물을 끼얹어 싰고 비로 쓰는 청소 일도 손수 했다.
청렴결백한 명재상으로 칭송받았다. 저서에 《속간고(續諫考)》가 있다.

## 사상과 신념

### 유흥, 풍기 단속
평안감사로 있을 때에도 청렴함이 조금도 변치 않아 도내의 관리와 백성 모든 사람들이 맑은 물과 같은 다스림을 한입으로 칭송했다. 그러다 보니 전국에서 명성이 자자하던 평양의 화류계는 대곧은 감사 때문에 그 빛을 잃어 가고 있었지만 감히 어쩌지 못하고 절망의 장탄식만을 늘어놓았다.
"우리 사또의 기상은 하늘에 있는 은하수와 같아서 그저 바라볼 수 있을지언정 가깝게 친할 수는 없다!"

### 청렴성
그는 고관으로 재직했음에도 재물욕이 없었다. 그는 안동 김씨가 집권하던 해에도 각 파간의 권력투쟁에는 조금도 끼어들지 않고 욕심 없이 의연하게 처신했음은 물론, 사촌동생 김병시의 권력욕을 크게 우려하며 경계했다.
그는 식사 때 고기와 생선을 함께 상에 올려 먹지 않았고, 버선 한 벌로 반드시 3~4개월을 지냈는데, 버선의 흰 색의 때가 묻어 진한 회색으로 변하거나 작은 흠집이 생겨도 세탁을 하지 않고 그대로 기워서 신었다. 이러한 그를 두고 세상 사람들은 말했다. "맑은 물에는 고기가 새끼를 낳지 못한다"는 것이다. 그에게는 대 이을 자손이 끝내 없어 양자를 들여야 했다.

### 양자론
그의 양자 김종규 역시 관직생활 내내 청렴한 관료였다. 양자 김종규 또한 청빈한 명성을 그대로 잘 이어나가 세상 사람들이 이르기를, "김종규와 윤용구 같이 가문의 명성을 지키며 수성할 만한 양자를 얻을 수만 있다면 굿을 하며 친아들 얻게 해 달라고 빌 필요가 어디 있겠는가?"했다.

## 저서
- 저서에 《속간고(續諫考)》

## 가족 관계
- 할아버지 : 이조참판 김명순(金明淳)
  - 아버지 : 영의정 충문공(忠文公) 김흥근(金興根)
    -       - 양자 : 김종규(金宗圭)
        - 양손자 : 김하진(金廈鎭)